# Rivière-du-Loup
Rivière-du-Loup is een stad (ville) in de Canadese provincie Québec en telt 19.192 inwoners (2010).